# Công ty Phú Mỹ Hưng
Công ty Phú Mỹ Hưng (viết tắt là PMH) là một doanh nghiệp liên doanh ngày 19/05/1993, giữa Công ty Phú Mỹ Hưng Asia Holdings (trực thuộc Tập đoàn CT&D của Đài Loan) và Công ty Phát Triển Công Nghiệp Tân Thuận (doanh nghiệp nhà nước trực thuộc Ủy ban nhân dân Thành phố Hồ Chí Minh).
PMH là nhà phát triển hạ tầng đô thị lớn tại Việt Nam. PMH là công ty đầu tiên xây dựng hoàn chỉnh quy hoạch phát triển đô thị tổng thể tại Việt Nam.
Đại diện cho UBND TP.HCM, góp 30% vốn qua quyền sử dụng đất và nguồn nhân lực cho sự phát triển đô thị Phú Mỹ Hưng.
Là một trong những nhà đầu tư nước ngoài lớn và thành công tại Việt Nam với số vốn đầu tư trên 650 triệu USD. Ngoài 70% cổ phần trong dự án phát triển đô thị Phú Mỹ Hưng, Tập đoàn CT&D còn là nhà đầu tư Khu Chế Xuất Tân Thuận, Nhà Máy Điện Hiệp Phước và Công ty Tư vấn Xây dựng Sino Pacific (SPCC).
Công ty là chủ đầu tư và đơn vị thi công của nhiều dự án bất động sản, trong đó có: Nam Thiên Villas, Nam Thông II Villas, Khu dân cư Nam Viên, Mỹ Kim 1 Villas, Phú Gia Phú Mỹ Hưng, Khu đô thị Phú Mỹ Hưng, Garden Plaza, Riverside Residence, Green Valley, The Symphony, The Antonia,...

## Công trình
Là một nhà phát triển hạ tầng đô thị, PMH có những công trình đã và đang được xây dựng cũng như trong kế hoạch, bao gồm:
- Khu chế xuất Tân Thuận
- Đại lộ Nguyễn Văn Linh[1]: tuyến đường huyết mạch nối kết các tỉnh Đồng Bằng Sông Cửu Long qua TP.HCM đến các tỉnh miền Đông, đồng thời kết nối những công trình trọng điểm như: Khu chế xuất Tân Thuận, Khu đô thị Phú Mỹ Hưng, Nhà máy điện Hiệp Phước, Khu công nghiệp Hiệp Phước và Khu đô thị cảng Hiệp Phước.
- Nhà máy điện Hiệp Phước:
- Đồ án quy hoạch 5 cụm đô thị dọc theo Đại lộ Nguyễn Văn Linh, 1 trong số đó là Khu đô thị Phú Mỹ Hưng đã được thực hiện[2]

## Lộ trình phát triển
| Kỳ                        | Công việc |
| ------------------------- | --- |
| Phân kỳ 1:Từ 1993 - 2000  | - Tổ chức cuộc thi Quy hoạch đô thị quy mô quốc tế và chọn được 3 nhà quy hoạch chính - Tập trung phát triển hạ tầng kỹ thuật theo tiêu chí 1 Bằng – 4 Thông: Thông Điện – Thông Nước – Thông Giao Thông – Thông Viễn Thông - Xây dựng nhiều công trình cầu – đường – trường thiết yếu: đại lộ Nguyễn Văn Linh giai đoạn 1, trường Quốc tế Nam Sài Gòn SSIS, trường Nam Sài Gòn… |
| Phân kỳ 2: Từ 2001 - 2010 | - Đẩy mạnh đầu tư cho cảnh quan đô thị: công viên Kênh Đào, trạm xử lý nước thải thứ 2,… - Triển khai các công trình tiện ích quan trọng: Trung tâm hội chợ triển lãm Sài Gòn SECC, trường Đinh Thiện Lý, cầu Thầy Tiêu 2,… - Đầu tư 200 triệu USD xây dựng khu The Crescent – Hồ Bán Nguyệt - Tiên phong khắc hoạ chân dung căn hộ với sự đa dạng phân khúc, chất lượng từng bước được nâng cao Thế hệ căn hộ thứ nhất đáp ứng tập trung đáp ứng nhu cầu ở trong không gian xanh như Mỹ An – Mỹ Cảnh, Hưng Vượng 1, Mỹ Phước Thế hệ căn hộ thứ hai: Cung cấp nhiều tiện nghi ngay ngưỡng cửa: Sky Garden, Mỹ Khánh, Parkview Thế hệ căn hộ thứ ba: Không gian sống như khách sạn: The Grandview, The Panorama, Garden Plaza. |
| Phân kỳ 3: Từ 2011 - 2020 | - Hoàn thiện diện mạo và tiện ích đô thị theo chuỗi: Nơi ở cao cấp – Nơi làm việc đẳng cấp – Nơi tận hưởng dịch vụ lý tưởng - Triển khai các công trình tiện ích đẳng cấp: Phu My Hung Tower, Crescent Mall 2; kêu goi các nhà đầu tư thứ cấp gia tăng tiện ích đô thị: Saigon South Marina Club, các cao ốc văn phòng tại khu Thương mại Tài chính Quốc tế - Hợp tác với 3 tập đoàn bất động sản Nhật Bản là Daiwa House Group, Nomura Real Estate Group và Sumitomo Forestry Group kiến tạo dòng căn hộ thế hệ thứ 4 – Khu phức hợp Phú Mỹ Hưng Midtown. |
| Phân kỳ 4: Từ 2021 – 2030 | - Hoàn thiện diện mạo đô thị dịch vụ theo chiều sâu - Đẩy mạnh chuyển đổi số từ khâu kinh doanh, vận hành quản lý các khu phố và dịch vụ toàn khu đô thị - Phát triển dòng căn hộ cao cấp, hạng sang và siêu sang - Phát triển các khu đô thị quy mô tại các tỉnh thành khác tại Việt Nam. |

## Quá trình phát triển
Năm 1991, Khu chế xuất Tân Thuận, dự án liên doanh đầu tiên giữa IPC và CT&D được cấp giấy phép đầu tư.
Năm 1996, Công ty Phú Mỹ Hưng bắt đầu xây dựng cơ sở hạ tầng đô thị Phú Mỹ Hưng: đại lộ Nguyễn Văn Linh.
Năm 2000, Phú Mỹ Hưng đón những cư dân đầu tiên đến sinh sống.
Từ 2000 – 2008, nhiều công trình tiện ích được xây dựng và đi vào hoạt động như Trung tâm thương mại Crescent Mall, hồ Bán Nguyệt, cầu Ánh Sao, Bệnh viện FV, Trung tâm hội chợ và triển lãm Sài Gòn (SECC), công viên Cảnh Đồi, công viên Nam Viên…
Tháng 5 năm 2002, Tiếp tục mở rộng đại lộ Nguyễn Văn Linh Giai đoạn II với công tác mở thêm 4- 6 làn xe.
Tháng 4 năm 2004, Tiếp tục bước vào giai đoạn III mở rộng đại lộ Nguyễn Văn Linh. Cụ thể các công tác gồm: hoàn tất tuyến đường có lộ giới rộng 120m, 10 làn xe (6 làn cao tốc, 4 làn hỗn hợp)
Tháng 4 năm 2010, Khánh thành Cầu Ánh Sao, nối liền Khu Thương Mại Tài Chính Quốc Tế với Khu The Crescent.
Tháng 1 năm 2012, Công ty Phú Mỹ Hưng khai trương Trung Tâm Mua Sắm Crescent Mall.
Tháng 3 năm 2013, Công ty TNHH Liên Doanh Phú Mỹ Hưng đổi tên thành Công ty TNHH Phát Triển Phú Mỹ Hưng (Phu My Hung Development Corporation)
Tháng 9 năm 2022, Khai trươngThe Horizon - dự án căn hộ cao cấp đầu tiên và duy nhất tại Hồ Bán Nguyệt.

## Hoạt động
- Hội thể thao Phú Mỹ Hưng tổ chức gắn kết các thành viên trong gia đình bằng các trò chơi ngoài trời.
- Quỹ Hỗ trợ cộng đồng Lawrence S.Ting được thành lập năm 2006 nhằm mục đích hỗ trợ trong lĩnh vực y tế, giáo dục, đào tạo, cản thiện cơ sở hạ tầng công cộng ở những vùng còn khó khăn trên địa bàn thành phố.
- Ngày hội “Phú Mỹ Hưng – Hướng về trẻ em”  tổ chức cho các cư dân nhí của đô thị.“Phú Mỹ Hưng – Hướng về trẻ em”.
- Hội hoa xuân Phú Mỹ Hưng Tết Nhâm Dần được tổ chức thư từ năm 2004 nhằm tạo điểm vu chơi, thưởng ngoạn và mua sắm trong dịp Tết.[7]
- Ngày Hội Nông Trại Xanh Phú Mỹ Hưng 2022: giới thiệu các sản phẩm sạch, chất lượng, mô hình trồng rau sạch, an toàn,...đến cư dân Phú Mỹ Hưng và các vùng lân cận.
- Đi bộ từ thiện Lawrence S.Ting giúp người nghèo đón Tết Tân Sửu 2021.

## Giải thưởng và thành tựu
Với những đóng góp của mình, PMH đã nhận được nhiều giải thưởng của bao gồm
| Năm     | Giải thưởng |
| ------- | --- |
| 01/1995 | Giải thưởng kiến trúc đô thị lần thứ 42 của tạp chí Kiến Trúc Tiến Bộ Mỹ tổ chức hàng năm. |
| 05/1997 | Giải thưởng Danh dự của Viện Kiến trúc Mỹ. Lần đầu tiên một đô thị ở Châu Á đoạt được giải thưởng danh dự. |
| 10/1997 | Bằng khen của Thủ tướng về thành tích xây dựng thành công đại lộ Nguyễn Văn Linh, góp phần vào việc phát triển kinh tế, xã hội của TP.HCM và của cả nước do Thủ Tướng Phan Văn Khải tặng.                                                               |
| 03/2022 | Bằng khen của Thủ tướng Chính phủ trao tặng do đã có nhiều thành tích trong xây dựng tuyến đường Bắc Nhà Bè – Nam Bình Chánh, góp phần vào việc Phát triển Kinh tế – Xã hội của thành phố và cả nước.                                                   |
| 10/2003 | Cờ truyền thống, bằng khen và huy hiệu của UBND TP.HCM cho các cá nhân và tập thể Công ty Phú Mỹ Hưng. |
| 04/2006 | Bằng khen của UBND TP.HCM tặng do đã có thành tích trong công tác tổ chức, tuyên truyền, vận động và ủng hộ Quỹ “Vì người nghèo” trong 5 năm 2001-2005.                                                                                                 |
| 12/2006 | Bằng khen của Ủy ban Dân số, Gia đình và Trẻ em Việt Nam tặng vì đã có thành tích xuất sắc trong công tác bảo vệ, chăm sóc và giáo dục trẻ em giai đoạn 2001-2005.                                                                                      |
| 03/2007 | Bằng khen của Ủy ban mặt trận Tổ quốc Việt Nam TP.HCM tặng ngày 15/3/2007 vì đã tích cực tuyên truyền, vận động và ủng hộ Chương trình Vì người nghèo năm 2006.                                                                                         |
| 05/2007 | Bằng khen của Bộ Giáo dục & Đào tạo trao tặng vì đã có nhiều thành tích đóng góp cho sự nghiệp giáo dục – đào tạo của đất nước. |
| 05/2007 | Giải thưởng Thương hiệu Việt Nam tốt nhất năm 2007 trong lĩnh vực bất động sản do Báo Điện tử Vietnam Net trao tặng. |
| 10/2007 | Chứng nhận Top 500 doanh nghiệp lớn nhất Việt Nam do báo Vietnam Net bình chọn |
| 10/2007 | Giải thưởng “Sao Vàng Đất Việt” do Hội Doanh Nghiệp Trẻ Việt Nam, Hội Liên Hiệp Thanh Niên Việt Nam, Bộ Công thương trao tặng. |
| 10/2007 | Giải Doanh Nghiệp Sài Gòn tiêu biểu năm 2007 do UBND TP.HCM trao tặng. |
| 10/2007 | Bằng khen của UBND tỉnh Tiền Giang tặng vì đã có nhiều thành tích đóng góp Quỹ “Vì người nghèo” tỉnh Tiền Giang 2002-2007. |
| 12/2007 | Công ty Phú Mỹ Hưng nhận Huân chương Lao động hạng Nhất cho công trình đại lộ Nguyễn Văn Linh. |
| 12/2007 | Ông Lawrence S. Ting được Chủ tịch nuớc CHXHCN Việt Nam Nguyễn Minh Triết truy tặng Huân Chương Hữu Nghị. |
| 12/2007 | Bà Ba Dah Wen, Tổng Giám Đốc Công ty Phú Mỹ Hưng nhận Huân Chương Lao Động Hạng Ba. |
| 12/2007 | Huân chương Lao Động Hạng Nhất do Chủ tịch nước trao tặng vì đã có thành tích xuất sắc trong công tác đầu tư tổ chức xây dựng đại lộ Nguyễn Văn Linh, góp phần phát triển kinh tế xã hội TP.HCM.                                                        |
| 01/2008 | Giải 10 doanh nghiệp lớn nhất do Bộ Ngoại giao trao tặng trong khuôn khổ Giải Ngôi sao Kinh doanh ngày 7/1/2008. |
| 03/2008 | Bằng khen của UBND TP.HCM tặng vì đã có thành tích xuất sắc trong công tác tuyên truyền, vận động và tham gia ủng hộ “Vì người nghèo” năm 2007. |
| 03/2008 | Cúp vàng Vì sự phát triển cộng đồng lần 3 năm 2008. |
| 04/2008 | Chứng nhận Công trình kiến trúc tiêu biểu trong thời kỳ đổi mới do Hội kiến trúc sư Việt Nam trao tặng. |
| 06/2008 | Đô thị Phú Mỹ Hưng được công nhận là Khu Đô Thị Kiểu Mẫu theo QĐ số 860/QĐ-BXD do Bộ trưởng Nguyễn Hồng Quân ký ngày 19/6/2008. |
| 04/2009 | Giải thưởng Sao Khuê 2009 – Danh hiệu: “Đơn vị xuất sắc triển khai phần mềm và CNTT” |
| 10/2012 | Đô thị Phú Mỹ Hưng được Viện đô thị Mỹ (Urban Land Institute) trao Giải thưởng toàn cầu dành cho công trình xuất sắc. |
| 05/2013 | Huân chương Lao động hạng Nhất cho công trình khu đô thị Phú Mỹ Hưng. |
| 06/2013 | Giải thưởng Arthur G. Hayden Medal ghi nhận sự vượt trội, đột phá trong kiến trúc và chức năng của cầu Ánh Sao của Hiệp hội cầu đường Quốc tế (International Bridge Conference).                                                                        |
| 03/2014 | Crescent Mall được Sở Văn Hóa, Thể Thao & Du Lịch trao tặng danh hiệu là một trong 5 trung tâm thương mại hàng đầu của TP.HCM năm 2013 tại Lễ Tôn vinh Thương hiệu Du lịch TP.HCM 2014.                                                                 |
| 12/2017 | Bằng khen “Đã có thành tích hoàn thành xuất sắc công tác thu, nộp ngân sách Nhà nước trên địa bàn Thành phố vượt dự toán, góp phần tích cực vượt chỉ tiêu ngân sách Nhà nước năm 2017” do UBND TP.HCM trao tặng.                                        |
| 01/2018 | Bằng khen “Đã có thành tích hoàn thành xuất sắc nhiệm vụ hai năm liên tục (2016-2017) góp phần tích cực trong phong trào thi đua của thành phố” do UBND TP.HCM trao tặng.                                                                               |
| 04/2018 | “Nhà phát triển bất động sản uy tín nhất” và “Dự án khu đô thị tốt nhất” của Giải thưởng quốc gia bất động sản Việt Nam năm 2018 do Hiệp hội bất động sản Việt Nam (VNREA) phối hợp với Cục quản lý nhà & Thị trường Bất động sản (Bộ Xây dựng) tổ chức |
| 03/2019 | Top 10 chủ đầu tư hàng đầu Việt Nam năm 2019 được trao bởi BCI Asia Awards. |
| 2021    | Top 500 doanh nghiệp lớn nhất Việt Nam (2007 - 2015, 2021) |